# Хойнув (гміна)
Гміна Хойнув (пол. Gmina Chojnów) — сільська гміна у південно-західній Польщі. Належить до Легницького повіту Нижньосілезького воєводства.
Станом на 31 грудня 2011 у гміні проживало 9475 осіб.

## Площа
Згідно з даними за 2007 рік площа гміни становила 231,17 км², у тому числі:
- орні землі: 69,00%
- ліси: 20,00%

Таким чином, площа гміни становить 31,05% площі повіту.

## Населення
Станом на 31 грудня 2011:
| Опис     | Загалом | Загалом | Чоловіки | Чоловіки | Жінки | Жінки |
| -------- | ------- | ------- | -------- | -------- | ----- | ----- |
| одиниця  | осіб    | %       | осіб     | %        | осіб  | %     |
| все      | 9475    | 100     | 4784     | 50,49    | 4691  | 49,51 |
| міське   | 0       | 100     | 0        |          | 0     |       |
| сільське | 9475    | 100     | 4784     | 50,49    | 4691  | 49,51 |

## Сусідні гміни
Гміна Хойнув межує з такими гмінами: Хоцянув, Громадка, Любін, Мілковиці, Варта-Болеславецька, Загродно, Злотория.